# Gayagok-myeon
Gayagok-myeon (koreanska: 가야곡면) är en socken i kommunen Nonsan i provinsen Södra Chungcheong i den centrala delen av Sydkorea, 160 km söder om huvudstaden Seoul.